# Jean-Baptiste-Arthur Arthaud de Viry
 (mai 2024).
Pour les articles homonymes, voir Arthaud et Viry.
Jean-Baptiste-Arthur Arthaud de Viry (1802-1868) est un médecin français dont la philosophie donnait à la médecine un but humanitaire et pratique.

## Biographie
J.B.-Arthur Arthaud de Viry est né le 26 septembre 1802 à Saint-Germain-Laval (Loire) de Jean-Guy-Gabriel Arthaud de Viry, écuyer, et de Antoinette-Blaisine-Aglaé Denis de Cuzieu. Il est mort le 25 août 1868 à Roanne.
C'est au début du XVIIe siècle qu'à son nom patronymique Arthaud fut rajouté celui du fief de Viry dans la commune de Claveysolles en Beaujolais d'où était originaire Françoise de Viry, dernière héritière de cette famille, quand elle épousa Antoine Arthaud, conseiller du roi, son ancêtre.
Ses études de médecine terminées, il est nommé chirurgien interne des hôpitaux de Lyon en 1825. Sa thèse intitulée Considérations historiques, philosophiques et critiques sur cette question: quelle peut être l'application de la théorie à l'art de guérir, considérée dans ses véritables fondements ? soutenue en 1828 à Montpellier relançait le débat sur les différentes doctrines médicales que le Dr François Broussais avait lancé.
Refusant les postes à prestige que ses professeurs de Montpellier et de Lyon lui proposent, il intègre l'hôpital de Roanne pour succéder à son oncle qui l'avait élevé comme son fils à la mort de son père en 1815. A Roanne, outre son activité à l'hôpital, il est nommé membre du conseil d'hygiène et médecin des épidémies, médecin de l'hospice, membre du bureau de bienfaisance, conseiller municipal, membre du conseil d'administration et médecin du collège, membre de la commission de statistique, archiviste-bibliothécaire de la ville, médecin des fonctionnaires publics et des prisons.
Ses écrits, sans être des ouvrages sont constitués de mémoires, d'observations thérapeutiques comme La Médecine jugée par les médecins, 1842, des mémoires d'ordre civil comme La question des inondations de la Loire, 1847, ou des monographies comme Notice sur les eaux minérales de Sail-sous-Couzan, 1835.